# Lista de primeiras-damas de Curitiba
Esta é uma Lista de primeiras-damas de Curitiba, capital do estado do Paraná.
A atual titular do cargo é Paula Mocellin, esposa de Eduardo Pimentel (PSD), atual prefeito da cidade, eleito no pleito municipal de 2024.
Fani Lerner e Margarita Sansone foram as primeiras-damas que estiveram no cargo por mais tempo, ambas responderam pela função durante três mandatos de seus respectivos esposos, Jaime Lerner e Rafael Greca.

## Primeiras-damas
| N.º                                                  | Primeira-dama        | Imagem               | Prefeito                | Início do Mandato       | Fim do Mandato                      | Notas e Referências |
| ---------------------------------------------------- | -------------------- | -------------------- | ----------------------- | ----------------------- | ----------------------------------- | --- |
| 1.ª                                                  | Maria Rosa de Lima   |                      | José Borges de Macedo   | 27 de julho de 1835     | 24 de março de 1838                 | Esposa do 1.º Prefeito de Curitiba. |
| (1838-1954) Primeiras-damas Desconhecidas            |                      |                      |                         |                         |                                     | |
|                                                      | Prefeito Viúvo       | Prefeito Viúvo       | Ney Braga               | 15 de novembro de 1954  | 15 de novembro de 1958              | Cargo Vago em decorrência da viuvez do prefeito. |
| 2.ª                                                  | Desconhecida         |                      | General Iberê de Mattos | 15 de novembro de 1958  | 15 de janeiro de 1961               | Esposa do 37.º Prefeito de Curitiba, eleito em 1958. |
| Presidente da Câmara no cargo de titular por 8 dias  |                      |                      |                         |                         |                                     | |
| 3.ª                                                  | Desconhecida         |                      | Erondy Silvério         | 24 de janeiro de 1961   | 28 de agosto de 1962                | Esposa do Vice-presidente da Câmara Municipal de Curitiba, que respondia interinamente pelo cargo de prefeito.                                                        |
| 3.ª                                                  | Desconhecida         | 28 de agosto de 1962 | Erondy Silvério         | 8 de outubro de 1962    | Esposa do 38.º Prefeito de Curitiba | |
| 4.ª                                                  | Maria Helena Pereira |                      | Ivo Arzua Pereira       | 9 de outubro de 1962    | 15 de novembro de 1966              | Esposa do 39.º Prefeito de Curitiba, deposto pelo decreto que extinguia a eleição direta para prefeitos das capitais, durante o regime militar.                       |
| Presidente da Câmara no cargo de titular por 15 dias |                      |                      |                         |                         |                                     | |
| 4.ª                                                  | Maria Helena Pereira |                      | Ivo Arzua Pereira       | 1.º de dezembro de 1966 | 14 de março de 1967                 | Esposa do 39.º Prefeito de Curitiba, reconduzido ao cargo. |
| 5.ª                                                  | Desconhecida         |                      | Omar Sabbag             | 22 de março de 1967     | 15 de março de 1971                 | Esposa do 40.º Prefeito de Curitiba |
| 6.ª                                                  | Fani Lerner          |                      | Jaime Lerner            | 21 de março de 1971     | 15 de março de 1974                 | Esposa do 41.º Prefeito de Curitiba. |
| 7.ª                                                  | Vera Gulin           |                      | Donato Gulin            | 15 de março de 1974     | 15 de março de 1975                 | Esposa do prefeito interino de Curitiba, então presidente da Câmara Municipal que exerceu o cargo de prefeito por 1 ano.                                              |
| 8.ª                                                  | Mirthe Raiz          |                      | Saul Raiz               | 15 de março de 1975     | 15 de março de 1979                 | Esposa do 42.º Prefeito de Curitiba. |
| 9.ª                                                  | Fani Lerner          |                      | Jaime Lerner            | 15 de março de 1979     | 15 de março de 1983                 | Esposa do 43.º Prefeito de Curitiba. |
| 10.ª                                                 | Ivete Fruet          |                      | Maurício Fruet          | 16 de março de 1983     | 1.º de janeiro de 1986              | Esposa do 44.º Prefeito de Curitiba. |
| 11.ª                                                 | Maristela Quarenghi  |                      | Roberto Requião         | 1.º de janeiro de 1986  | 1.º de janeiro de 1989              | Esposa do 45.º Prefeito de Curitiba, eleito em 1985. |
| 12.ª                                                 | Fani Lerner          |                      | Jaime Lerner            | 1.º de janeiro de 1989  | 1.º de janeiro de 1993              | Esposa do 46.º Prefeito de Curitiba, eleito em 1988. |
| 13.ª                                                 | Margarita Sansone    |                      | Rafael Greca            | 1.º de janeiro de 1993  | 1.º de janeiro de 1997              | Esposa do 47.º Prefeito de Curitiba, eleito em 1992. |
| 14.ª                                                 | Marina Taniguchi     |                      | Cássio Taniguchi        | 1.º de janeiro de 1997  | 1.º de janeiro de 2005              | Esposa do 48.º Prefeito de Curitiba, eleito em 1996 e reeleito em 2000.                                                                                               |
| 15.ª                                                 | Fernanda Richa       |                      | Beto Richa              | 1.º de janeiro de 2005  | 30 de março de 2010                 | Esposa do 49.º Prefeito de Curitiba, eleito em 2004 e reeleito em 2008, deixou o cargo após a renúncia do esposo para candidatar-se a governador em 2010.             |
| 16.ª                                                 | Marry Ducci          |                      | Luciano Ducci           | 30 de março de 2010     | 1.º de janeiro de 2013              | Esposa do 50.º Prefeito de Curitiba, ex-segunda dama, assumiu o cargo de primeira com a ascenção de Luciano Ducci no cargo de prefeito após a renúncia de Beto Richa. |
| 17.ª                                                 | Márcia Fruet         |                      | Gustavo Fruet           | 1.º de janeiro de 2013  | 1.º de janeiro de 2017              | Esposa do 51.º Prefeito de Curitiba, eleito em 2012. |
| 18.ª                                                 | Margarita Sansone    |                      | Rafael Greca            | 1.º de janeiro de 2017  | 20 de agosto de 2024                | Esposa do 52.º Prefeito de Curitiba, eleito em 2016 e reeleito em 2020.                                                                                               |
| -                                                    | Prefeito Viúvo       | Prefeito Viúvo       | Rafael Greca            | 20 de agosto de 2024    | 1.º de janeiro de 2025              | Cargo Vago em decorrência do falecimento da Sra. Margarita Sansone em 20 de agosto de 2024.                                                                           |
| 19.ª                                                 | Paula Mocellin       |                      | Eduardo Pimentel        | 1.º de janeiro de 2025  | atualidade                          | Esposa do 53.º Prefeito de Curitiba, eleito em 2024. |